# Лавено-Момбелло

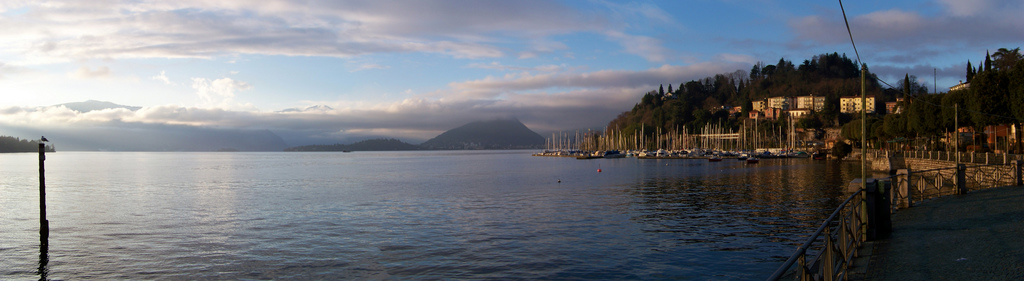

Лавено-Момбелло (італ. Laveno-Mombello) — муніципалітет в Італії, у регіоні Ломбардія, провінція Варезе.
Лавено-Момбелло розташоване на відстані близько 550 км на північний захід від Рима, 70 км на північний захід від Мілана, 20 км на північний захід від Варезе.
Населення — 8901 особа (2014).

## Демографія
Населення за роками:

Станом на 1 січня 2023 року в муніципалітеті офіційно проживало 736 іноземців з 72 країн, серед них 239 громадян країн Євросоюзу та 55 громадян України.

## Сусідні муніципалітети
- Каравате
- Кастельвеккана
- Читтільйо
- Гіффа
- Леджуно
- Санджано
- Стреза
- Вербанія